# Ƶ

شعار الشرطة البلدية البولندية (Straż Miejska)، نلاحظ استخدام الحرف Ƶ بدلاً من Ż كونه يكتب هنا حرفاً كبيراً

الحرف Ƶ هو حرف مشتق من الحرف Z اللاتيني مع إضافة خَطّة.
كان الحرف مستخدماً خلال النصف الأول من القرن العشرين في أبجدية ينكاليف (أبجدية تركية موحدة) في اللغة التترية للتعبير عن صوت لثوي غاري احتكاكي مجهور (ʒ). لكنه يكتب حالياً (J). يستخدم حالياً في اللغة الشيشانية للتعبير عن الصوت ذاته الذي استخدم سابقاً في اللغة التترية. واستخدم عام 1931 في أحد لهجات اللغة الكاريلية.
ويستخدم في اللغة البولندية أحياناً بديلاً خطيّاً عن الحرف Ż، وكذلك في بعض اللغات الأخرى كالألمانية والإسبانية بديلاً عن الحرف Z.

## استخدامات الحرف رمزاً
كما استخدم الرمز للتعبير عن عملة زائير الزائيري [الإنجليزية]، وهي العملة السابقة لزائير.
واستخدمت في المسلسل البريطاني دكتور هو رمزاً للعملة، وفي لعبة إيف أونلاين رمزاً للعملة المستخدمة في اللعبة.
ويستخدم في الرياضيات أحياناً بدلاً عن الحرف Z لتمييز الحرف عن الرقم 2.

## كتابته في الحاسوب
رمز اليونيكود للحرف الكبير (Ƶ) هو 01B5, أما الحرف الصغير (ƶ) فهو 01B6.